# Coenonympha iphioides
Coenonympha iphioides är en fjärilsart som beskrevs av Otto Staudinger 1870. Coenonympha iphioides ingår i släktet Coenonympha och familjen praktfjärilar. Inga underarter finns listade i Catalogue of Life.